# Folder marker
Folder Marker - это программа, позволяющая изменять внешний вид папок и файлов, а также сортировать и упорядочивать папки по приоритету, типу сохранённой информации, статусу. Работает в ОС Windows. Предназначена для облегчения работы с большим объёмом информации.
Пользовательский интерфейс переведён на следующие языки: африкаанс, арабский, болгарский, хорватский, чешский, голландский, английский, французский, немецкий, венгерский, индонезийский, итальянский, корейский, персидский, польский, румынский, русский, упрощённый китайский, словацкий, испанский, шведский, турецкий, вьетнамский и португальский.

## Поддерживаемые операционные системы
Windows Vista, Windows 7, Windows 10 и Windows 11 (32 и 64 бита).

## Виды Folder Marker
- Folder Marker Free

- Folder Marker Home

- Folder Marker Pro